# Övre Glysjön
Övre Glysjön är en sjö i Älvdalens kommun i Dalarna och ingår i Dalälvens huvudavrinningsområde. Sjön har en area på 0,205 kvadratkilometer och ligger 490,8 meter över havet. Sjön avvattnas av vattendraget Gljon.

## Delavrinningsområde
Övre Glysjön ingår i det delavrinningsområde (683013-136678) som SMHI kallar för Inloppet i Glysjön. Medelhöjden är 502 meter över havet och ytan är 10,83 kvadratkilometer. Det finns inga avrinningsområden uppströms utan avrinningsområdet är högsta punkten. Gljon som avvattnar avrinningsområdet har biflödesordning 4, vilket innebär att vattnet flödar genom totalt 4 vattendrag innan det når havet efter 510 kilometer. Avrinningsområdet består mestadels av skog (49 procent) och sankmarker (45 procent). Avrinningsområdet har 0,31 kvadratkilometer vattenytor vilket ger det en sjöprocent på 2,8 procent.